# نیکو پروست
نیکولاس ژان "نیکو" پروست ( انگلیسی: Nicolas Jean "Nico" Prost؛ زادهٔ ۱۸ اوت ۱۹۸۱) راننده خودروی مسابقه‌ای حرفه‌ای ارمنی‌تبار اهل فرانسه است که در فرمول ای به رقابت می‌پردازد.

## زندگی‌نامه
وی در ۱۸ اوت ۱۹۸۱ در سن-شامون، لوآر به دنیا آمد وی پسر آلن پروست می‌باشد.